# Awans zawodowy nauczycieli
Awans zawodowy nauczycieli – sformalizowany i określony w przepisach prawa proces podnoszenia kwalifikacji przez nauczycieli, służący ich rozwojowi osobowemu i poprawie jakości funkcjonowania zatrudniających ich placówek w systemie oświaty. Wprowadzony został dnia 18 lutego 2000 roku Ustawą o zmianie Karty Nauczyciela oraz niektórych innych ustaw. Podmiotem awansu może być wyłącznie nauczyciel zatrudniony w jednostkach organizacyjnych określonych w Prawie oświatowym.

## Podstawa prawna
- Art. 9a-9i ustawy z dnia 26 stycznia 1982 r. – Karta Nauczyciela (Dz.U. z 2024 r. poz. 986)
- rozporządzenie Ministra Edukacji i Nauki z dnia 6 września 2022 r. w sprawie uzyskiwania stopni awansu zawodowego przez nauczycieli (Dz.U. z 2022 r. poz. 1914)

## Stopnie awansu
Zgodnie z art. 9a ust. 1 ustawy Karta Nauczyciela od 1 września 2022 r. funkcjonują dwa stopnie awansu zawodowego nauczyciel:
- nauczyciel mianowany
- nauczyciel dyplomowany

Nauczyciel nieposiadający stopnia awansu zawodowego zwany jest nauczycielem początkującym.
Ustawa z dnia 5 sierpnia 2022 r. o zmianie ustawy - Karta Nauczyciela oraz niektórych innych ustaw (Dz.U. z 2022 r. poz. 1730) zniosła stopnie nauczyciela stażysty i kontraktowego. Elementem awansu zawodowego nauczycieli jest także uzyskiwanie tytułu honorowego profesora oświaty. 

## Główne elementy postępowania w przedmiocie uzyskania awansu zawodowego
Uzyskanie stopnia awansu zawodowego nauczyciela mianowanego wymaga odbycia przygotowania do zawodu nauczyciela, zakończonego zdaniem egzaminu przed komisją egzaminacyjną. Stopień nauczyciela mianowanego wymaga przepracowania w szkole odpowiedniego okresu i uzyskania akceptacji komisji kwalifikacyjnej. Stopień awansu zawodowego jest nadawany w drodze decyzji administracyjnej.
Karta Nauczyciela przewiduje szczególny tryb uzyskiwania stopni awansu zawodowego nauczyciela dla: nauczycieli akademickich posiadających określony w ustawie (art. 9ca ust. 4) minimalny staż pracy, nauczycieli posiadających stopień naukowy oraz nauczycieli, którzy przed nawiązaniem stosunku pracy w szkole w Rzeczypospolitej Polskiej prowadził zajęcia w szkole za granicą (art. 9ca ust. 2 i 7).

## Okres wymagany do uzyskania stopnia awansu zawodowego
- nauczyciel początkujący musi odbyć przygotowanie do zawodu nauczyciela w wymiarze 3 lat i 9 miesięcy[8];
- nauczyciel mianowany może złożyć wniosek o podjęcie postępowania kwalifikacyjnego na stopień nauczyciela dyplomowanego po przepracowaniu w szkole co najmniej 5 lat i 9 miesięcy od dnia nadania stopnia nauczyciela mianowanego[9].

Ustawa z dnia 5 sierpnia 2022 r. o zmianie ustawy - Karta Nauczyciela oraz niektórych innych ustaw (Dz.U. z 2022 r. poz. 1730) określa szereg przepisów przejściowych, m.in. dla dotychczasowych nauczycieli kontraktowych.

## Mentor
Nauczyciel początkujący posiada wyznaczonego przez dyrektora szkoły mentora. Zadaniem mentora jest między innymi wspieranie na bieżąco nauczyciela w procesie wdrażania do pracy w zawodzie, udzielanie nauczycielowi pomocy w doborze właściwych form doskonalenia zawodowego, dzielenie się z nauczycielem wiedzą i doświadczeniem w zakresie niezbędnym do efektywnej realizacji obowiązków nauczyciela. 

## Komisje kwalifikacyjne i egzaminacyjne
W procesie nadawania stopni awansu zawodowego nauczycieli uczestniczą komisje kwalifikacyjne i egzaminacyjne. Pełnią one funkcję pomocniczą i nie są organami władnymi do wydawania decyzji administracyjnych w przedmiocie nadania stopnia awansu zawodowego.
- Dla nauczyciela początkującego ubiegającego się o awans na stopień nauczyciela mianowanego – komisja egzaminacyjna w składzie:  
  - przedstawiciel organu prowadzącego szkołę, jako jej przewodniczący;
  - przedstawiciel organu sprawującego nadzór pedagogiczny;
  - dyrektor szkoły;
  - dwaj eksperci z listy ekspertów ustalonej przez ministra właściwego do spraw oświaty i wychowania.
- Dla nauczyciela mianowanego ubiegającego się o awans na stopień nauczyciela dyplomowanego – komisja kwalifikacyjna w składzie: 
  - przedstawiciel organu sprawującego nadzór pedagogiczny, jako jej przewodniczący;
  - dyrektor szkoły, z wyjątkiem przypadku gdy o awans ubiega się dyrektor szkoły;
  - dwaj eksperci z listy ekspertów ustalonej przez ministra właściwego do spraw oświaty i wychowania[13].

## Eksperci awansu zawodowego
Członkami komisji kwalifikacyjnych i egzaminacyjnych do spraw awansu zawodowego nauczycieli są eksperci awansu zawodowego powoływani na podstawie art. 9g Karty Nauczyciela.

## Organy właściwe do nadawania stopni awansu zawodowego
- nauczycielowi początkującemu i nauczycielowi kontraktowemu stopień nauczyciela mianowanego nadaje organ prowadzący szkołę;
- nauczycielowi mianowanemu stopień nauczyciela dyplomowanego nadaje organ sprawujący nadzór pedagogiczny;
- stopień nauczyciela dyplomowanego nauczycielom mianowanym zatrudnionym w kuratoriach oświaty oraz nauczycielom, o których mowa w art. 9ca ust. 10 Karty Nauczyciela stopień nadaje właściwy minister[15].

## Organy odwoławcze
Organami rozpatrującymi odwołania od decyzji organów właściwych w sprawach awansu zawodowego nauczycieli są:
- w stosunku do organu prowadzącego szkołę - organ sprawujący nadzór pedagogiczny, a w przypadku nauczycieli placówek doskonalenia nauczycieli, z wyjątkiem placówek doskonalenia nauczycieli, o których mowa w art. 8 ust. 5 pkt 1 lit. b, ust. 6, ust. 7 pkt 2 i ust. 14 ustawy - Prawo oświatowe - kurator oświaty;
- w stosunku do decyzji organu sprawującego nadzór pedagogiczny – właściwy minister;
- w stosunku do kuratora oświaty - minister właściwy do spraw oświaty i wychowania[16].

## Charakter prawny i forma aktu nadania stopnia awansu zawodowego
Awans zawodowy nauczyciela jest dokonywany decyzją administracyjną.
Akt nadania stopnia awansu zawodowego musi w szczególności zawierać:
- oznaczenie organu nadającego stopień awansu zawodowego nauczyciela;
- datę wydania;
- oznaczenie komisji egzaminacyjnej albo komisji kwalifikacyjnej;
- datę wydania zaświadczenia o zdaniu egzaminu przed komisją egzaminacyjną albo zaświadczenia o uzyskaniu akceptacji komisji kwalifikacyjnej;
- nadany stopień awansu zawodowego;
- informację o poziomie wykształcenia nauczyciela[17].